# The kids from yesterday
«The kids from yesterday» (en español, «Los niños del ayer») es una canción de la banda estadounidense de rock My Chemical Romance. Es la decimotercera pista de su álbum Danger days: the true lives of the Fabulous Killjoys, publicado en 2010. Entre todas las canciones del disco, esta fue la última en ser terminada.

## Contenido y contexto
El vocalista Gerard Way ha declarado que «es genial adentrarse en un nuevo territorio líricamente, es muy gratificante [...]. Terminar esta canción fue algo muy importante, porque tuve que aceptar que yo había crecido a mi manera, y el tener una hija hace que te cuestiones: “¿Estás creciendo?” o “¿estás creciendo de la manera adecuada?”».
Way ha expresado que una de sus letras favoritas del álbum son «you only hear the music when your heart begins to break» (en español, «solo escuchas la música cuando tu corazón comienza a romperse»), y ha comentado que mientras componía la canción sintió que lo que ellas dicen «era algo que nunca había sido dicho, levemente obtuso pero absolutamente cierto, así que necesitaba ser dicho».
Ante la pregunta de cuál canción representa mejor a la banda en sus primeros diez años de carrera, el guitarrista Frank Iero respondió que esa es «The kids from yesterday», y que «fue escrita en un momento muy importante, no solo en nuestras vidas como banda, sino que también en nuestras vidas personales reales, y terminó siendo extremadamente personal. Significa muchas cosas diferentes para todos nosotros, y significó algo para mí cuando fue escrita al principio, y algo diferente alrededor de una semana después». Una semana después de que la canción fuera terminada, Iero fue padre de dos gemelas.

## Videoclip
El videoclip de la canción, lanzado el 15 de enero de 2012, fue hecho por una fan llamada Emily Rose Eisemann, y registra la década de carrera de la banda. El video, al igual que la canción misma, fue definido por James Montgomery de MTV como «agridulce», por cuanto repasa muchos triunfos de la agrupación, a la vez que deja entrever la duda de si este periodo de My Chemical Romance es también el fin de un momento del rock. Montgomery señala que a través de los videoclips que se publicaron se puede apreciar la decadencia en que se vio inmerso el álbum, ya que comenzó con dos videos de alto presupuesto, seguido de uno sobre una presentación en vivo y, finalmente, uno hecho por una fan. Además, sostuvo que Danger days «realmente merecía algo mejor».

## Lista de canciones
Todas las canciones escritas y compuestas por My Chemical Romance. 
| The kids from yesterday |                                                    |          |  |
| N.º                     | Título                                             | Duración |  |
| 1.                      | «The kids from yesterday»                          | 5:27     |  |
| 2.                      | «The kids from yesterday» (remezcla de Dan Carter) | 4:58     |  |
| 3.                      | «Zero percent»                                     | 2:48     |  |
| 4.                      | «The ghost of you» (en vivo; Zane Lowe session)    | 4:59     |  |
| 5.                      | «Planetary (GO!)» (remezcla de Lags Gallows)       | 4:02     |  |
| 6.                      | «Planetary (GO!)» (remezcla de Vazquez/Gorman)     | 3:59     |  |
| 29:06                   |                                                    |          |  |